# Bernard Karfiol
Bernard Karfiol (* 6. Mai 1886 in Budapest, Österreich-Ungarn; † 16. August 1952 in New York) war ein US-amerikanischer Maler ungarischer Herkunft.

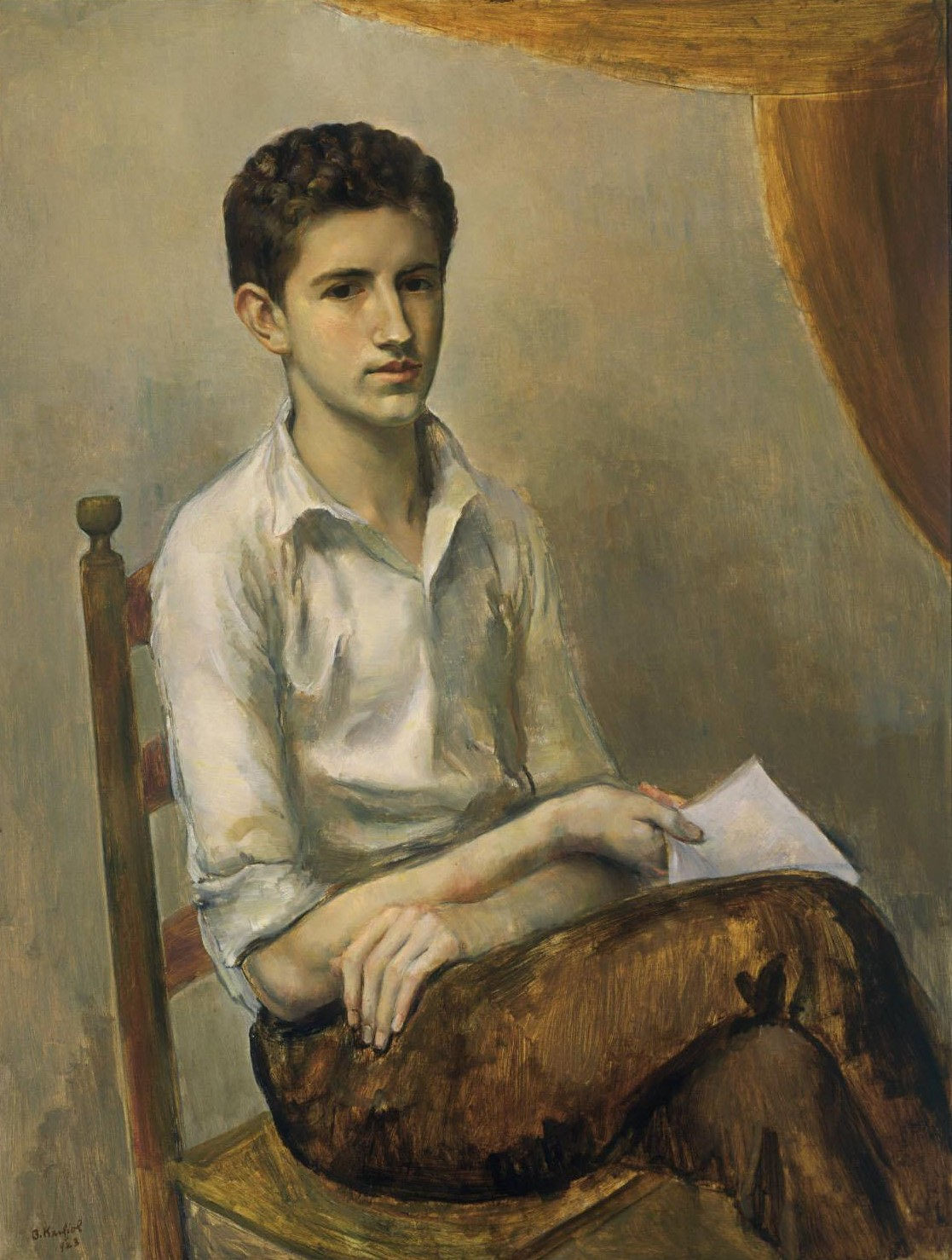
Porträt seines Sohnes (1923)

## Leben
Karfiol war der Sohn ungarischer Einwanderer und wuchs in Brooklyn und Long Island auf. In Brooklyn ging er zur Schule. Seine künstlerische Ausbildung begann er bereits im Alter von 14 Jahren an der National Academy of Design in New York City. Mit 15 Jahren ging er an die Académie Julian in Paris und wurde dort Schüler von Jean-Paul Laurens. Mit 17 Jahren debütierte Karfiol mit einem Porträt im Salon von 1903 der Societé des arts francaises, ebenfalls in Paris. 
1905 ging Karfiol zurück nach New York und wirkte dort in den Jahren 1908 bis 1913 als Dozent an seiner ehemaligen Akademie.
1917 hatte er bereits eine gewisse Bekanntheit erreicht, doch seine künstlerische Anerkennung schaffte er erst 1923 mit einer großen Einzelausstellung in der Galerie J. Brummer in New York. Schwerpunkt dieser Ausstellung waren Porträts und Akte. Im darauffolgenden Jahr konnte Karfiol diesen Erfolg mit einer weiteren Ausstellung bei Brummer wiederholen. Ein Schwerpunkt lag dieses Mal bei Figuren- und Landschaftsbilder.
Im gleichen Jahr veranstalteten die Anderson Galleries in New York die  Ausstellung Sezession der Unabhängigen. Karfiol beteiligte sich mit einem Mädchenakt und erhielt ungeteilten Beifall der Kritiker.  
1927 nahm Karfiol mit zwei Frauenakten an einem Kunst-Wettbewerb des Carnegie-Institute in Pittsburgh teil, welche bei der Jury immerhin eine lobende Erwähnung fanden. 
In seinen letzten Lebensjahren trat Karfiol kaum mehr öffentlich in Erscheinung. 1931 wurde die Malerin Anne Carleton für einige Zeit seine Schülerin.
Im Alter von 66 Jahren starb Bernard Karfiol im September 1952, wahrscheinlich in New York.
Neben seinen Akten besticht er auch durch seine Landschaften. Seine wohl bekanntesten Werke sind Fishing Village und Seated Nude, die beide im Museum of Modern Art ausgestellt sind. Insgesamt zeichnen sich seine Bilder durch harmonische Farben, Einfachheit und eine gewisse Zartheit aus.